# エスカールなんば
エスカールなんば（ESCALE NAMBA）は、大阪府大阪市中央区千日前二丁目に立地する専門店ビルである。名称の「エスカール」（Escale）は、フランス語で港を意味する。
なんばウォーク（旧・虹のまち）とは、地下2階の広場から接続している。

## 歴史・概要

### 大阪楽天地、大阪歌舞伎座、千日デパート時代
周辺道路の関係で1階に荷捌き口を設置できず、地下2階で地下街と接続しているため、地下3階に荷捌き場と駐車場を配置している。
電気室・機械室は塔屋内に配置されていた。
火災に見舞われた千日デパート跡地に建設されており、各階にバルコニーを設けて可能な限り分散して配置された野外階段と接続する構造とすることで防災面への配慮が施されている。
外壁は、鏡面仕上げのステンレスの薄板に凹凸を付けたパネルを貼り付け、周辺の建物や空が写り込むように仕上げられた。

### プランタンなんば、カテプリなんば時代
千日デパートが1972年に火災を起こし、閉店してから9年後の1981年にダイエーがオ・プランタン・ジャポンとともに出店を表明した。ダイエーが地下1階と地下2階を、プランタンが残りのフロアを使う計画であった。ところが、小売市場を中心とした地元業者がダイエーの出店を強く反対し、進出に大幅な遅れの恐れもあったことからダイエーが出店を辞退。店舗面積を縮小した上でプランタンが食品売場も兼務する形で承認された。
1984年（昭和59年）1月14日に「プランタンなんば」が日本におけるプランタンの3号店として開業した。投資額は約120億円。かつて千日デパートで営業していた専門店を入れることとなり、専門店街は「エスカールなんば」とした。
日本ドリーム観光が所有するエスカールビルの核店舗として「プランタンなんば」が出店して開業したが、1985年（昭和60年）9月に「プランタンなんば」をダイエーに移管して直営化し、1993年（平成5年）3月1日に「日本ドリーム観光」は株式会社ダイエーに吸収合併された。
プランタンなんばは、地下1階 - 7階まで。店舗面積16,000m²で93のテナントが入居した。全フロアとも顧客対象を20代前後に絞り、ハイテク・ハイタッチ感覚を全面に出した異色百貨店で、CATV局やタレントショップも入居し開業当初の年間売上目標である160億円を目指した。
しかし、プランタンとともに他のテナントも売上が伸びず、1985年3月に当店をダイエー直営店にすることが決まった。独立店であるため、地元との話し合いを重ねた上で了承を貰い大阪商工会議所で開かれた事前商業活動調整協議会でも認可された。
ダイエー直営に合わせ、同年9月14日にインショップの導入、衣料品の拡大、主力PBの導入、食料品・楽器売場の縮小などの改装行った上で新装開店した。改装投資額は10億円。最盛期となった1990年2月期の売上高は122億円だった。
2000年3月21日に、プランタンの名称の使用許諾契約が満了するのに伴い、プランタンからカテプリに業態転換し営業を継続した。ところが、2000年2月期の売上高は最盛期の半分以下である60億円にまで落ち込んだことや2001年2月期の売上高が営業赤字の見込みが出てしまったため、2000年12月31日に完全閉店した。

### エスカールなんば（ダイエー所有、松原興産所有）時代
2001年5月1日、ダイエーは自社のテナントをすべて撤退させ、専門店で使用されてきた「エスカールなんば」を名称にし、ビル自体の経営を開始。2001年5月10日には、ビックカメラが関西進出1号店を開業させた。
2004年（平成16年）1月29日にダイエーが株式会社松原興産にビルを売却した。
2001年10月から地下1・2階には同社の運営するパチンコ店「キョーイチ」が入居していたが、2012年2月19日に一旦閉店し、改装工事を経てリニューアルオープンする。

## 年表
- 1914年（大正3年）7月1日 - 大阪楽天地開業[21][22]。
- 1930年（昭和5年）9月 - 大阪楽天地廃業。
- 1932年（昭和7年）9月28日 - 大阪歌舞伎座開業[23]。
- 1958年（昭和33年）12月1日 - 大阪歌舞伎座を改装し千日デパートが開業[24]。
- 1972年（昭和47年）
  - 5月13日 - 千日デパート火災発生[5]。火災の翌日から千日デパートは全館閉店状態となる。
  - 5月25日 - 東本願寺難波別院で千日デパートビル火災犠牲者合同葬儀[25]。
- 1980年（昭和55年）2月 - 千日デパートビルの解体工事に着手[26]。
- 1981年（昭和56年）5月 - 新ビルの建設工事を開始[1][2]。
- 1983年
  - 9月 - 新ビル「エスカール (ESCALE) ビル」竣工
- 1984年（昭和59年）
  - 1月13日 - 新ビル「エスカール (ESCALE) ビル」開業[1][2]。
  - 1月14日 - 核店舗「プランタンなんば」を筆頭に計93店舗が「エスカール (ESCALE) ビル」内にオープン[3]。
  - 5月16日 - 大阪地方裁判所が「千日デパート火災事件」で、千日デパート管理課長・千日土地観光代表取締役・プレイタウン支配人の3名全員に無罪判決[27]。
- 1987年（昭和62年）9月28日 - 大阪高等裁判所が「千日デパート火災事件」で、管理課長ら3名に逆転有罪判決[27]。
- 1990年（平成2年）11月29日 - 最高裁判所が「千日デパート火災事件」の上告を棄却し、有罪判決が確定[27]。
- 1993年（平成5年）3月1日 - 日本ドリーム観光がダイエーに吸収合併される[12]。それに伴いエスカールビルはダイエーの所有になる。
- 2000年（平成12年）
  - 3月21日 - ダイエーと仏Au Printemps S.A.社の間で締結されていた名称使用許諾契約が満了したことにより、キーテナント「プランタンなんば」は「カテプリなんば (Qualite Prix)」へ名称を変更[18]。
  - 12月31日 - 「カテプリなんば」を閉店[19]。
- 2001年（平成13年）
  - 5月1日 - ビルと商業施設の名称を「エスカールなんば」に変更。[要出典]
  - 5月10日 - 新たなキーテナント「ビックカメラなんば店」が入店。[要出典]
- 2004年（平成16年）1月29日 - ダイエーが｢エスカールなんばビル｣を松原興産に売却[20]。